# Angrebet i Sousse 2015
Angrebet i Sousse skete den 26. juni 2015 på turiststedet Port El Kantaoui, cirka 10 kilometer nord for den tunesiske by Sousse. Fyrre mennesker, hovedsageligt turister, blev dræbt, da bevæbnede mænd angreb to hoteller. En gruppe med tilknytning til Islamisk Stat har påtaget sig ansvaret.

## Baggrund
Den post-tunesiske revolution førte til det tunesiske parlamentsvalg 2014, hvor det sekulære parti fik et flertal, men mistede magt da de dannede regeringen. Tilsvarende blev sekulære Beji Caid Essebsi valgt til præsident tunesiske præsidentvalg 2014.
Tidligere samme år var Bardo National Museum i Tunis blevet angrebet. Dette angreb var endt med 22 døde, herunder tyve besøgende udlændinge på museet. Denne handling blev fulgt af en national march med titlen The World Is Bardo og en række internationale solidaritetsmanifestationer med Tunesien.
Den 26. juni 2015 var Riu Imperial Marhaba Hotel, et fem-stjernet hotel i Kantaoui Port, Sousse, Tunesien, vært for 565 gæster primært fra Vesteuropa og var omkring 77% belagt. Turister fra hotellet samt fra det nærliggende hotel Soviva Hotel gik til stranden for at svømme og solbade.

## Angrebet

### Omstændigheder
Ved omkring middagstid, gik den 24-årige Seifeddine Rezgui fra Kairouan, rundt i shorts og klædt ud som en turist. Han tog sin Kalashnikov der var skjult under en parasol, inden han åbnede ild mod turister på stranden. Efter det gik han ind på hotellet og skød på hvert et individ. Til sidst blev han dræbt af sikkerhedsstyrker efter en skududveksling.

### Ofre
| Nationalitet   | Døde | Skadede | Total | Ref.          |
| -------------- | ---- | ------- | ----- | ------------- |
| Storbritannien | 21   | 24      | 45    | [ 13 ]        |
| Ireland        | 3    | 0       | 3     | [ 14 ] [ 15 ] |
| Tyskland       | 2    | 1       | 3     | [ 16 ] [ 17 ] |
| Belgien        | 1    | 3       | 4     | [ 18 ]        |
| Portugal       | 1    | 0       | 1     | [ 19 ] [ 20 ] |
| Tunesien       | 0    | 7       | 7     | [ 18 ]        |
| Rusland        | 0    | 1       | 1     | [ 21 ]        |
| Ukraine        | 0    | 1       | 1     | [ 22 ]        |
| Ukendt         | 10   | 3       | 13    |               |
| I alt          | 38   | 40      | 78    | [ 23 ]        |